# 马鞍山公园站
马鞍山公园站是广州地铁9号线的一个车站，位于中國广东省广州市花都区迎宾大道百寿路口、马鞍山公园北侧的地底，于2017年12月28日启用。

## 车站結構

### 車站樓層
本站共有二层，地面为迎宾大道、百寿路以及其他住宅小區等建筑；地下一層為站廳层；地下二層為9號線月台。
| 地下一层 | 站廳                       | 售票機、客服中心、商店、警务室、安检设施 |  |  |
| 地下二层 | 2 站台                     | █9号线 飞鹅岭方向（下站：花都广场）      |  |  |
|          | 岛式站台（卫生间、母婴室） |                                          |  |  |
|          | 1 站台                     | █9号线 高增方向（下站：莲塘）            |  |  |

### 站厅

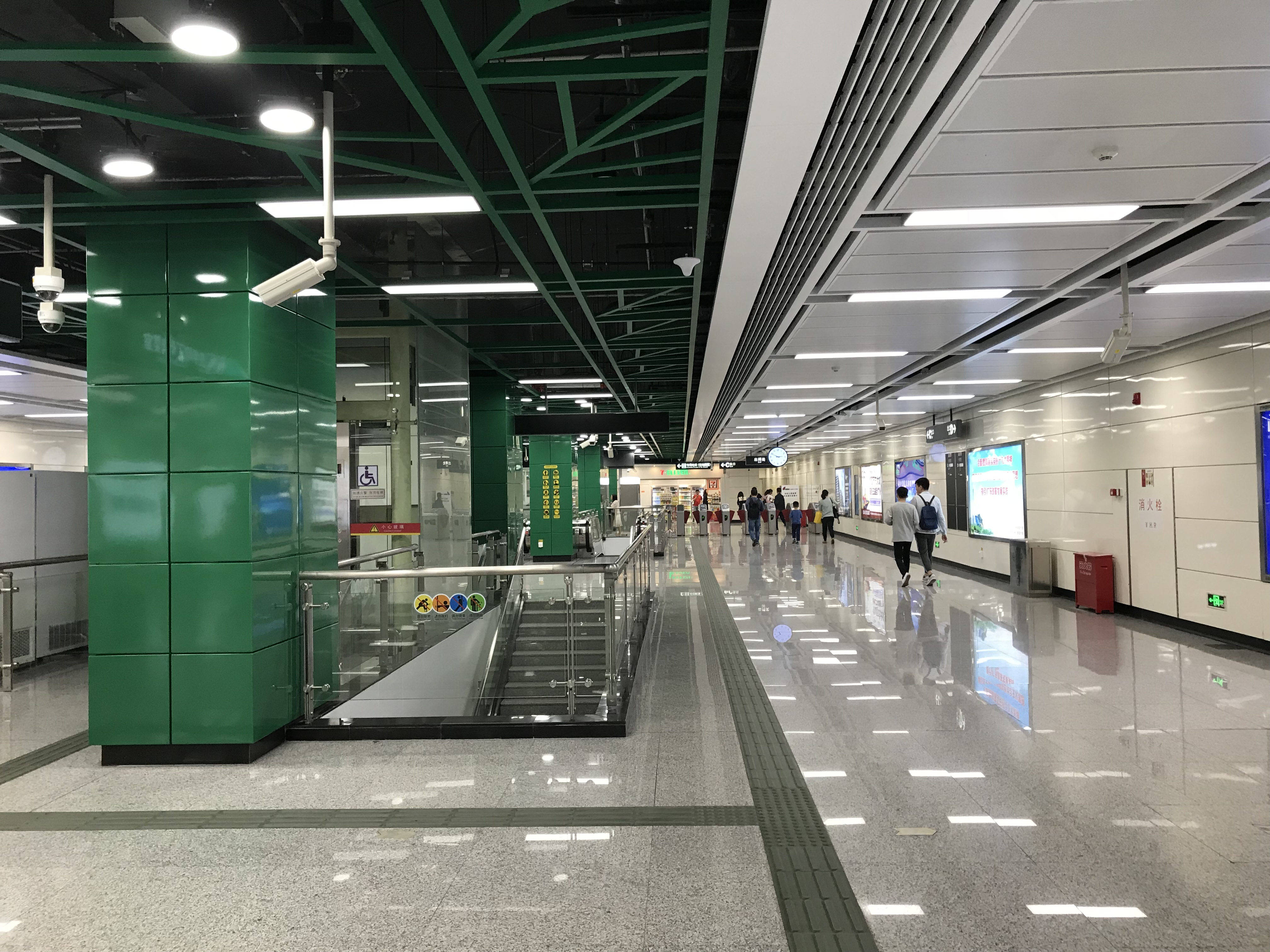
站厅

马鞍山公园站站厅设于地下一层，站厅主要设有售票机、客服中心、自助客服中心等设施。为方便行人进出，站厅西南侧被划分为收费区，收费区内设三條扶手电梯、一台专用电梯和兩組楼梯方便乘客来往月台层。
另外，本站站厅层设有少数自助服务设施，例如共享充电宝以及自动售卡/充值机等。

### 月台
本站设有一个岛式月台，位于马鞍山公园北侧地底。
本站的卫生间以及母婴室均设于往飛鵝嶺方向的一端。

2号月台全景图

### 出入口
马鞍山公园站目前设有2个出入口供乘客进出车站，均位于迎宾大道东北侧。而马路另一侧原规划有A、B出入口，惟车站施工时遭部分居民及临街商铺反对而未能实施。未来18号线北延段建设时将同步实施B口。
|                                                             |                                                       |      |          |                                                  |
| 編號                                                        | 设施                                                  | 照片 | 出口指示 | 建議前往的目的地                                 |
| C                                                           | 盲道标志 · 升降机标志 · 无障碍通道标志 · 扶手电梯标志 |      | 百寿路   | 迎宾大道、百寿南路站公交车站（北行）             |
| D                                                           | 盲道标志                                              |      | 百寿路   | 迎宾大道、马鞍山公园、百寿南路站公交车站（南行） |
| 註： 設有 \| 設有 \| 設有 \| 設有輪椅升降台 \| 設有扶手電梯 |                                                       |      |          |                                                  |

## 接驳交通
| 公交 \| 编号 \| 编号 \| 线路 \| 线路 \| 线路 \| 收费 \| 备注 \| \| ------ \| ------------- \| -------------------- \| -------------------- \| -------------------- \| -------------------- \| -------------------- \| \| \| 花19A花19快线 \| 已于2025年6月5日停办 \| 已于2025年6月5日停办 \| 已于2025年6月5日停办 \| 已于2025年6月5日停办 \| 已于2025年6月5日停办 \| \| \| 花25 \| 城东停车场 \| 全程 ⇆ \| 盘古王公园 \| 2元 \| \| \| 短线 ⇆ \| 花25 \| 城东停车场 \| 钟屋 \| \| 2元 \| \| \| \| 花29 \| 已于2025年6月5日停办 \| 已于2025年6月5日停办 \| 已于2025年6月5日停办 \| 已于2025年6月5日停办 \| 已于2025年6月5日停办 \| \| \| 花31 \| 天马河公馆 \| ⇆ \| 天贵雅苑 \| 2元 \| \| |               |                      |                      |                      |                      |                      |
| 编号 | 编号          | 线路                 | 线路                 | 线路                 | 收费                 | 备注                 |
| | 花19A花19快线 | 已于2025年6月5日停办 | 已于2025年6月5日停办 | 已于2025年6月5日停办 | 已于2025年6月5日停办 | 已于2025年6月5日停办 |
| | 花25          | 城东停车场           | 全程 ⇆               | 盘古王公园           | 2元                  |                      |
| 短线 ⇆ | 花25          | 城东停车场           | 钟屋                 |                      | 2元                  |                      |
| | 花29          | 已于2025年6月5日停办 | 已于2025年6月5日停办 | 已于2025年6月5日停办 | 已于2025年6月5日停办 | 已于2025年6月5日停办 |
| | 花31          | 天马河公馆           | ⇆                    | 天贵雅苑             | 2元                  |                      |

## 历史
2017年4月12日，花都广场站至本站的盾构隧道完工，标志着九号线全线隧道贯通。
2017年12月28日，本站随9号线开通而启用。

## 未來發展

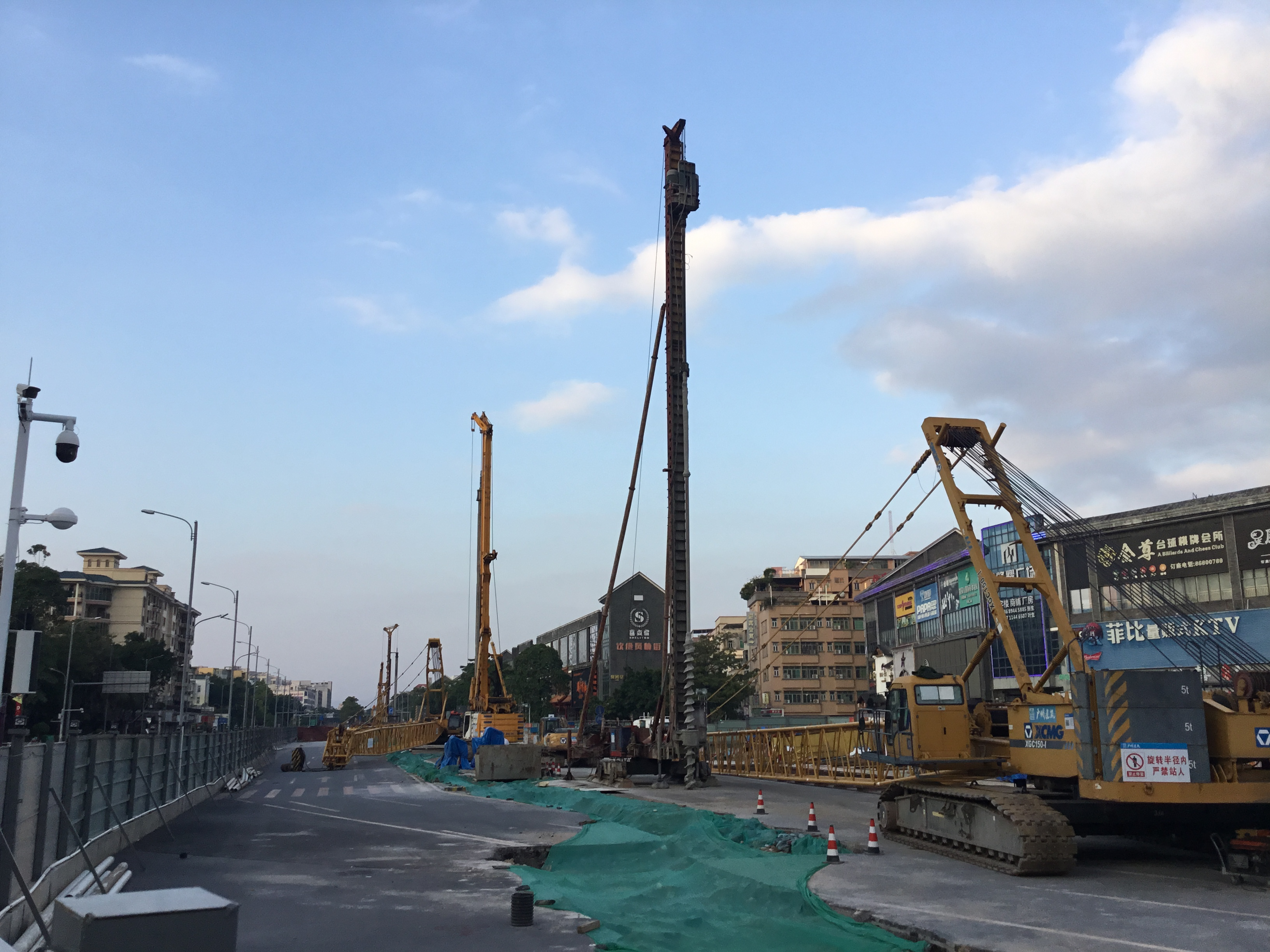
广花城际站点施工现场（2023年1月）

18号线北延段（广花城际）将在迎宾大道百寿路口北侧设站，与9号线交汇。9號線车站并未作出任何预留，两线届时将采用站厅通道換乘。
18號線车站为地下三层岛式站台车站，全长265m，标准段宽24.5m，总建筑面积31,346平方米，将设置4个出入口。车站于2023年12月26日完成围护结构地下连续墙施工。

### 未來車站樓層
| 地下一层 | 18号线站廳   | 售票機、客服中心、商店、警务室、安检设施 |  |  |
|          | 换乘通道     | 来往9号线、18号线站厅                    |  |  |
|          | 9号线站廳    | 售票機、客服中心、商店、警务室、安检设施 |  |  |
| 地下二层 | 18号线设备区 | 车站设备                                 |  |  |
|          |              |                                          |  |  |
|          | 2 站台       | █9号线 飞鹅岭方向（下站：花都广场）      |  |  |
|          | 岛式站台     |                                          |  |  |
|          | 1 站台       | █9号线 高增方向（下站：莲塘）            |  |  |
| 地下三层 | 3 站台       | █18号线 花城街方向（下站：花城街）       |  |  |
|          | 岛式站台     |                                          |  |  |
|          | 4 站台       | █18号线 兴中方向（下站：凤凰南路）       |  |  |